# José Ferrarini
José Ferrarini (Zelbio, Como, Lombardía, Italia, 1886 - Buenos Aires, Argentina, 1975) fue un inmigrante italiano, que habiendo llegado muy joven con alguna experiencia en el ramo de la metalurgia, logró en un relativamente corto período de años convertirse en un importante empresario metalúrgico, hotelero e inmobiliario en Argentina.

## Biografía
José Ferrarini nació en Italia el 18 de mayo de 1886. Llegó a la Argentina en 1907, a los 21 años. En 1909 se casó con Teresa Morini, madre de sus tres hijos: Rodolfo Salvador, Catalina Teodolinda y Gerardo José. Habiendo fallecido su esposa en 1941, fue objeto de numerosos homenajes póstumos de su parte, colocando su nombre en instituciones y monumentos.
Ferrarini afirmó en algún reportaje periodístico que su riqueza la hizo trabajando, por eso puede incluírselo en los denominados self-made men, aquellos que habiendo llegado sin ningún dinero, sólo con su esfuerzo y trabajo y luego de muchas penurias y ahorros, consiguieron hacer su primer capital, llegando a ser hombres de fortuna.
Trayendo de Italia alguna experiencia adquirida en la fabricación de tela metálica, comenzó a trabajar como simple operario en una fábrica metalúrgica, siendo pronto ascendido a capataz, hasta lograr independizarse cuando la empresa en que trabajaba, que le debía varios meses de salario, le brindó un telar para compensar su deuda, con el cual montó un pequeño taller propio, incluyendo en él una máquina para hacer clavos.

## Empresario metalúrgico

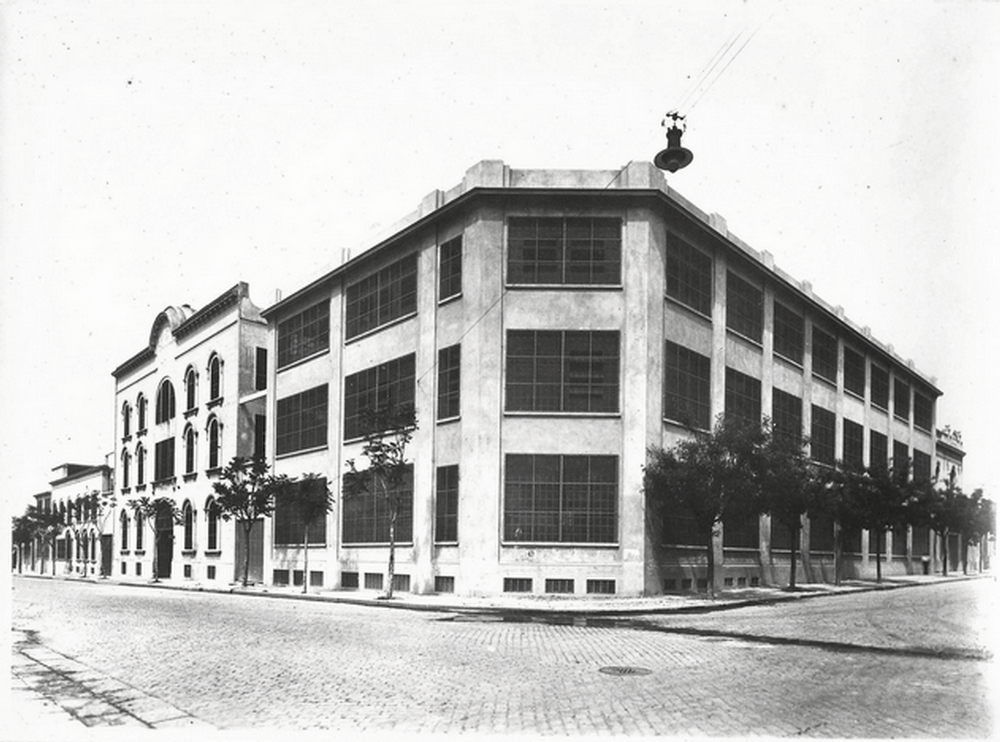
La fábrica metalúrgica Ferrarini en Buenos Aires, fue fundada en 1914.

En 1914, el Banco de la Nación Argentina le otorgó un crédito para instalar su propia fábrica. Su rubro inicial fue una fábrica de camas y tejidos de alambre, que pronto fabricó gran variedad de objetos metálicos. En su fábrica llegó a tener instalados unos 100 telares mecanizados para tela metálica, dos calderas automáticas para recosido de alambre, máquinas para trafilar alambre, etc. La empresa creció a tal punto que, en 1943, quedó constituida en la ciudad de Buenos Aires la Sociedad Anónima Industrial y Comercial José Ferrarini, establecimiento modelo de la rama metalúrgica en la República Argentina, que llegó a tener cerca de 800 empleados, entre operarios y administrativos.

## Empresario hotelero e inmobiliario
Desde 1934 comenzó a adquirir propiedades en el ramo hotelero e inmobiliario en las sierras de Córdoba, particularmente en el Valle de Punilla. Comenzó comprando el Hotel Ferrari, en La Falda, agrandándolo hasta alcanzar las 170 habitaciones, salones de juego, piletas, etc., vendiéndolo en 1947 al Gral. Juan Domingo Perón, quien lo adquirió para la Obra Social del Ejército (I.O.S.E.), que actualmente la conserva aún para sus afiliados bajo el nombre de Residencia Serrana.
En 1939 luego de la compra del Hotel Monte Olivo, cuya edificación corrió a cargo del arquitecto Fernando Rosas, quien luego lo transformó –por orden de Ferrarini– en el majestuoso Castillo Hotel, en estilo medieval ecléctico con altas torres, dotado de 80 dormitorios con teléfono, salones de fiesta y piletas, que sería inaugurado en diciembre de 1948 aproximadamente, aunque luego de pocos años sería cerrado al público. En 1970 lo vendió a la Unión Obrera Metalúrgica (U.O.M.), la que por muchos años lo llamó Colonia Augusto Timoteo Vandor. Hoy es El Castillo Hotel Fabrega Organizational Center, único hotel de cinco estrellas de la provincia de Córdoba, fuera de su ciudad capital.

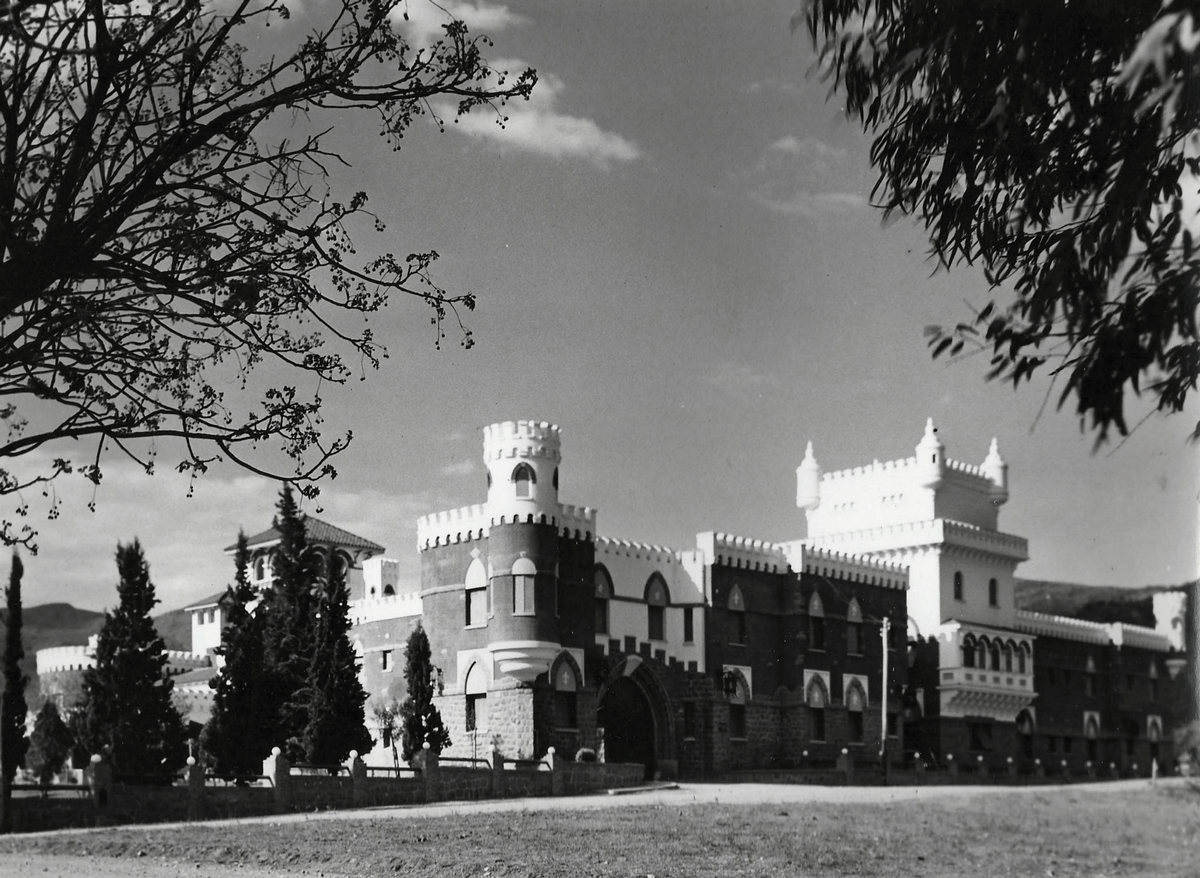
El Castillo Monte Olivo o Castillo Hotel en la década del '40.

El Castillo Hotel está ubicado en la que José Ferrarini denominara Villa Santa Teresa, sobre calle Santa Teresa. En aquellos años la villa figuraba como uno de los lugares destacados de las sierras debido a poseer amplias avenidas arboladas, agua corriente y red cloacal.
Ferrarini adquirió tierras fiscales en Huerta Grande, La Falda y Valle Hermoso (Valle de Punilla), loteándolas para venderlas a precios módicos, haciendo construir un dique, para solucionar el problema del agua potable, con agua de vertientes en Huerta Grande, construyendo una confitería con pileta de natación anexa y dos diques de contención de agua potable, embalsando 800 millones de litros de agua con una red de distribución de 7 km abasteciendo sus loteos de las localidades mencionadas. También loteó en la ciudad de Córdoba la zona conocida como Villa Los Plátanos, asegurándole agua corriente y tratamiento de líquidos residuales (cloacas).
En 1950 compró El Portecelo Hotel en Villa Giardino, agrandándolo para venderlo después al Sindicato de Luz y Fuerza; adquirió también la Hostería o Petit Hotel La Primavera, y el Hotel Hogar Serrano, en La Falda.
Después de la Segunda Guerra Mundial, Ferrarini llamó desde Italia a sus sobrinos Bautista y Salvador Frigerio (hijos de su hermana María; siendo Bautista uno de sus primeros administradores en sus propiedades de Córdoba), Pedro y Roque Ferrarini (hijos de su hermano Felice Giovanni Ferrarini), para que trabajaran con él en su pequeño imperio. Llegados todos ellos a partir de 1948, trabajaron bajo sus órdenes cierto número de años hasta independizarse de su enriquecido tío y mentor.

## Filántropo

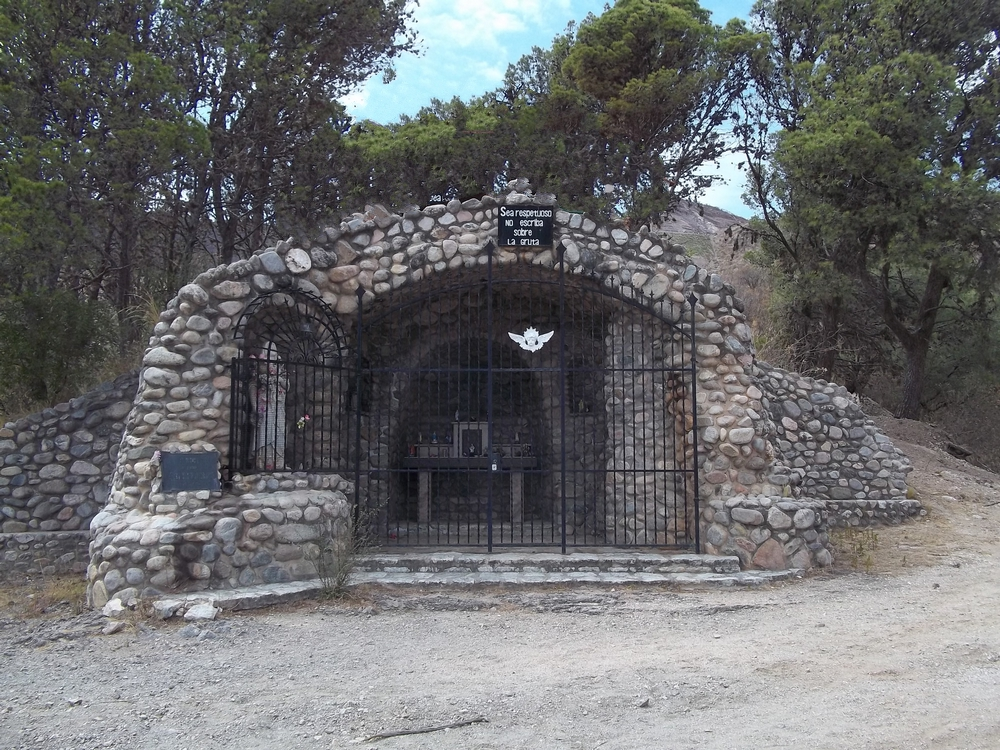
La gruta de Santa Teresa fue construida por el empresario José Ferrarini, en homenaje a su esposa, Teresa Morini.

Realizó numerosas obras filantrópicas: donó el terreno y gran parte de las instalaciones del Hospital Regional (hoy municipal) de La Falda, también aparatos científicos y dinero, instalando la maternidad y dotando al edificio de calefacción; construyó un salón para la Fraterna Ayuda Cristiana –donde funcionó en los primeros años la escuela nocturna Teresa Morini de Ferrarini–, y obsequió la campana de la iglesia parroquial de La Falda; la escuela primaria del Barrio San Jorge de La Falda, fue creada en 1952, deambulando por varios lugares por falta de edificio propio, cuestión que Ferrarini solucionó en 1959 cediendo un lote de terreno y contribuyendo a la edificación de la actual Escuela José María Paz.
También regaló a la Curia Eclesiástica de Córdoba 12 lotes de terreno y $ 10.000 para construir una iglesia en Valle Hermoso; donó la sala de primeros auxilios; las canchas de fútbol y básquet del Club Racing; y los terrenos y edificio de la municipalidad de Valle Hermoso. Apoyó con su generoso aporte a instituciones culturales de la zona: la Sociedad Italiana de Valle Hermoso, y la Asociación Dante Alighieri de La Falda. Al Club La Falda, donó chapas, postes y tirantes para techar las dos canchas que tenía, para protegerlas de las inclemencias del tiempo.
Fue su donativo el terreno y edificio de la escuela José Mármol de Villa (hoy Barrio) Los Plátanos, igualmente de la capilla de ese barrio de la ciudad de Córdoba.
Su generosidad alcanzó también su pueblo natal, Zelbio, en Lombardía, Italia, adonde hizo restaurar la vieja iglesia parroquial de la Conversione di San Paolo.
José Ferrarini falleció en Buenos Aires, el 13 de septiembre de 1975.